# 7º Reggimento AVES "Vega"

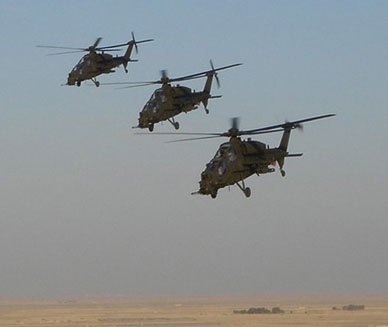
Tre elicotteri A129 "Mangusta" in Iraq.

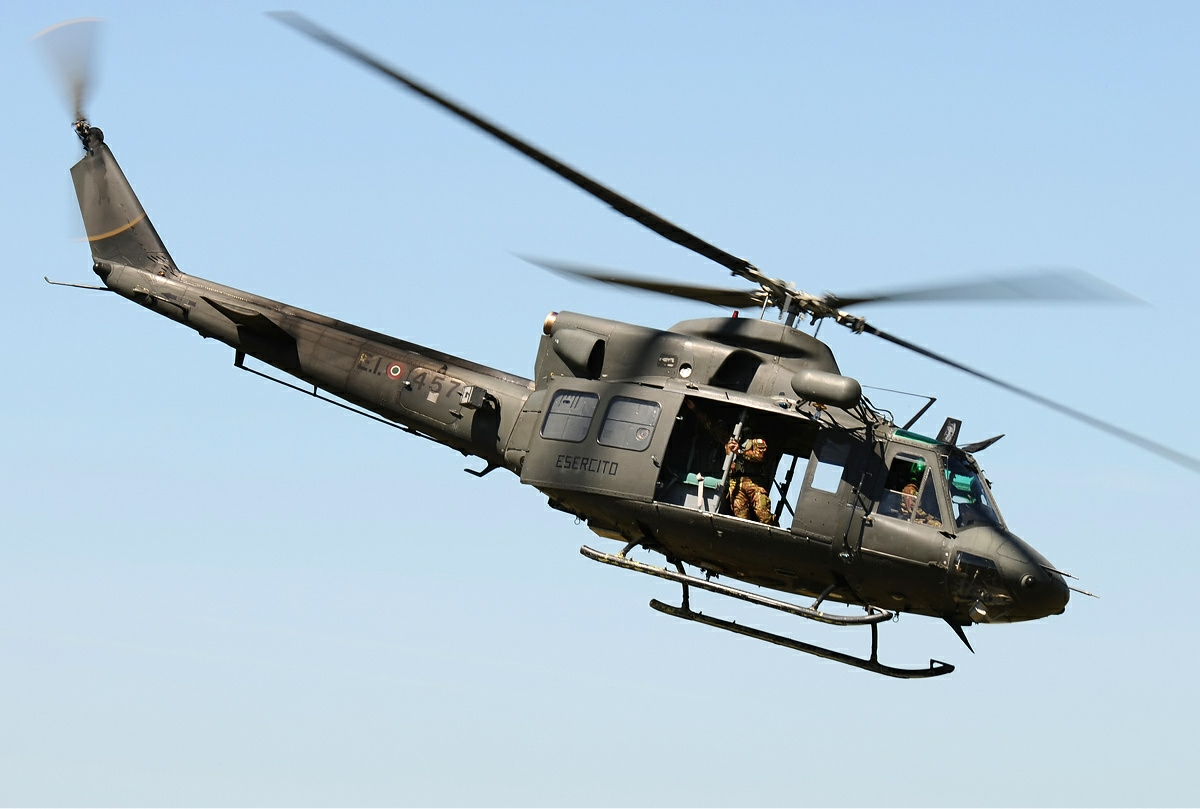
Un Agusta-Bell AB 412 dell'Esercito Italiano in volo.

Il 7º Reggimento AVES "Vega" è un reggimento elicotteri dell'Esercito Italiano. Inquadrato nella brigata aeromobile "Friuli" di cui insieme al 5° Rgt costituisce la componente aerea, ha sede sull'aeroporto di Rimini.
È costituito dagli aeromobili di cui l'Aviazione dell'Esercito dispone in proprio per il soddisfacimento delle sue esigenze più immediate e più minute: elicotteri da attacco e da trasporto con i quali possono essere assolti compiti di osservazione del tiro, ricognizione, esplorazione, collegamento e combattimento.

## Compiti
Il "VEGA" svolge attività di supporto aderenti alle forze di terra; non svolge quindi operazioni di supremazia aerea poiché attività peculiare dell'Aeronautica Militare. Il Reggimento è affidato completamente a personale dell'Esercito. Tale caratteristica permette un più intimo collegamento fra le truppe operanti a terra e quelle del cielo, che sono perfettamente a conoscenza dei sistemi e degli scopi che le prime si ripromettono.
Il ritmo operativo e le accentuate esigenze di comando, di collegamento e di manovra in ampi spazi trovano pertanto nell'AVES uno strumento di altissime prestazioni.

## Storia
Si costituisce il 5 luglio 1996 come 7º Reggimento Elicotteri d'Attacco "Vega" sull'aeroporto Francesco Baracca di Casarsa della Delizia (PN) con personale e mezzi provenienti dal 49º Gruppo squadroni "CAPRICORNO" e dal 55º Gruppo Squadroni "DRAGONE", provenienti dal 5º Rgt.
Il 23 ottobre 1997 si riconfigura come 7º Reggimento Aviazione dell'Esercito "Vega" sull'aeroporto Giannetto Vassura di Rimini con il 25º Gruppo Squadroni "Cigno" che era di stanza a Udine Campoformido, il 48º Gruppo Squadroni "Pavone" da Belluno ed il 53º Gruppo Squadroni "CASSIOPEA" da Milano Bresso ed un Gruppo Squadroni di Sostegno. Il 1º gennaio 1999 si inquadra nella brigata "Friuli" e, con la costituzione della specialità Cavalleria dell'Aria, istituita il 1º giugno 1999, riceve a Pinerolo, il 3 ottobre dello stesso anno, lo Stendardo da Combattimento, vessillo caratteristico delle unità di Cavalleria. Il 1º gennaio 2000 prende la denominazione di 7º Reggimento Cavalleria dell'Aria "Vega".
Il 24 aprile del 2000 viene concesso lo stemma che contraddistingue tutt'oggi l'unità.
Con l'istituzione della specialità Aviazione dell'Esercito (AVES) il 3 novembre 2003, il Reggimento assume la denominazione attuale dal 1º dicembre dello stesso anno.
A seguito di una riorganizzazione dello strumento il 31 dicembre 2015 il 53º Gruppo Squadroni "Cassiopea" viene soppresso.
Il 3 novembre 2017 viene insignito dell'onorificenza di Cavaliere dell'Ordine Militare d'Italia che verrà consegnata, con una cerimonia solenne, il giorno successivo sull'Altare della Patria dal Presidente della Repubblica.
Il 10 maggio 2019 con una cerimonia svoltasi insieme a tutti gli altri Reggimenti della Specialità presso l'Aeroporto Fabbri di Viterbo alla Presenza del Capo di Stato Maggiore dell'Esercito si sostituisce lo Stendardo da Combattimento con la Bandiera di Guerra.

## Mezzi
L'unità è equipaggiata con gli elicotteri da esplorazione e scorta Agusta AH - 129C/D "Mangusta" e con gli elicotteri da trasporto tattico TTH NH-90, aeromobili di nuova generazione.

## Organizzazione
- Comando Rgt
- 25º Gruppo Squadroni "Cigno"
- 48º Gruppo Squadroni "Pavone"
- Gruppo Squadroni di Sostegno
- Comando alla Sede